# Georges Bastide
Georges Bastide est un philosophe français né à Cournonterral le 5 avril 1901 et mort à Nice le 9 septembre 1969. Il mène une riche carrière universitaire à Toulouse où il devient doyen de la Faculté des lettres. Son œuvre et son enseignement portent essentiellement sur la philosophie morale et plus précisément les questions de valeur. Sa pensée développe un personnalisme donnant à la philosophie une fonction de libération par un changement de l'horizon éthique, une « conversion » faisant que la connaissance de soi se saisit dans une référence aux valeurs morales.

## Biographie
Georges Aimé Bastide naît à Cournonterral dans l'Hérault le 5 avril 1901,,. Il est issu d'une famille de viticulteurs. Il est de confession protestante.
Il meurt dans la nuit du 8 au 9 septembre 1969 à Nice après un malaise durant l'ouverture du XIVe congrès de l'Association des sociétés de philosophie de langue française,.

### Carrière
Georges Bastide poursuit une carrière classique de professeur de philosophie avec une licence en 1921, une agrégation (1928), un enseignement en lycée (1928-1941), un doctorat (1939) le menant à un poste de maître de conférence (1941-1946) puis de professeur de philosophie morale (1946-1952) avant d'exercer la fonction de doyen de la Faculté des lettres de l'Université de Toulouse.
Il enseignera également à l’Institut d'Etudes politiques de Toulouse, sera directeur de la revue  Les Études philosophiques et correspondant de l'Académie des sciences morales et politiques.

### Titres et distinctions[7]
- Membre de l’Académie des sciences, inscriptions et belles-lettres de Toulouse (président d’honneur) et membre de l’Institut international de philosophie
- Président de la Fédération internationale des sociétés de philosophies de langue française
- Président de la Société de philosophie du CNRS
- Membre du Comité consultatif de l’enseignement supérieur
- Officier de la Légion d’honneur ; Commandeur de l’ordre des Palmes académiques

## Œuvre
La pensée de Georges Bastide se place dans l'héritage classique de la philosophie occidentale. Son œuvre se réfère à  Socrate, Platon, Descartes, Spinoza, Pascal ou Kant  jusqu'à l'idéalisme de  Léon Brunschvicg avec qui il s'était lié d'amitié  en passant par le spiritualisme français.
Elle se présente comme un humanisme ou un idéalisme mais axiologique, c'est-à-dire non pas centrée sur les questions ontologique de l'être de l'Homme mais sur celle des valeurs morales. L'humain est en effet pris dans la contradiction entre une conscience d'un ordre du réel et une expérience de l’absurdité, contradiction qui le mène  après une phase de scrupule à la Valeur, source de toute vie morale.
La philosophie de Bastide se veut ainsi une sagesse personnelle qui ne vise pas à une vision d'ensemble du monde ou de l'humain mais à une existence valable selon la raison et dans une authenticité absolue . À la question de l'être, il s'agit donc de privilégier celle de la valeur, raison d'être de toutes choses : « la valeur est premièrement absolue, métaphysiquement antérieure et supérieure au connaître et à l’être lui-même ; elle est ce par quoi le bien penser est le bien agir et ce par quoi le bien agir est la seule façon d'être authentique »,.
Le rôle de la philosophie sera d'exercer « la fonction de réflexion critique par laquelle l’homme se dégage en se libérant et se libère en s’éclairant, par un engagement de la raison »,.
Il s'agit d'opérer une « conversion spirituelle », effort pour une transformation de la conscience visant à accéder à des valeurs supérieures aux avantages matériels : la vérité, la beauté, le bien.
La philosophie comme « pédagogie de la libération » exerce par là une fonction sociale, le philosophe ayant pour but de « réaliser en soi et faire régner autour de soi les conditions d’une société qui soit vraiment digne de ce nom ».

### Ouvrages
Sa thèse de doctorat,  De la condition humaine (1939), pose les thèmes essentiels du reste de son œuvre sur l'accès à une vie spirituelle philosophique autour des aspects psychologiques et métaphysiques de la conscience.
En thèse complémentaire, il rédige  Le moment historique de Socrate, une étude biographique où sous l'angle de l'origine de la réflexion et de la philosophie, il retrace le mouvement de la pensée de l'aliénation à la conversion spirituelle.
Dans Les grands thèmes moraux de la civilisation occidentale (1945), il reprend de manière didactique l'histoire des idées morales de Socrate à nos jours dont il juge qu'elle s'identifie à la civilisation occidentale. En 1953,  Mirages et certitudes de la civilisation étudiera la question d'un point de vue social. Il ressort de ces études l'idée qu'une vie philosophique de réflexion et d’existence authentique dépend intrinsèquement de la condition humaine en tant qu’aliénation.
En 1953 est aussi publié  Méditations pour une éthique de la personne. En une dizaine de méditations sur le modèle de Descartes, il analyse la situation, la fonction et la destination de la personne. Il part d'une affirmation réflexive d'une existence de la conscience pour aboutir à une affirmation métaphysique : « Qu'il y a conscience et que j'en témoigne, cela ne peut pas signifier autre chose que l'affirmation qu'il y a un Dieu, et que je témoigne de Lui. ».
La conversion spirituelle en 1955 traitera de manière dense le problème de cette conversion qui doit changer l'orientation intellectuelle et morale, délaissant « le réalisme de l'extériorité » et « l'immanence empirique » pour se tourner vers la Valeur et vers l'Esprit, une métanoïa renvoyant à l'idée d'une sortie de la caverne de Platon.
Publié en deux tomes en 1961, Le traité de l'action morale, se place dans la lignée du Traité de morale générale de René Le Senne mais entend centrer l'attention sur la conscience et ses efforts concrets vers la moralité pour atteindre à une vie spirituelle. Par action morale il s'agit en effet de « l’action qu’exercent les consciences les unes sur les autres, dans une volonté commune de résister aux forces de dissolution de l’homme, d’instaurer un ordre de moralité […], de promouvoir enfin cet ordre de toutes leurs forces unies dans une émulation militante de bonne foi ».
Enfin, en 1971, est publié Essai d'éthique fondamentale à titre posthume, ouvrage resté inachevé. À travers des méditations où Georges Bastide s'engage de manière très personnelle et par un dialogue avec les penseurs du passé, il s'agit d'inciter le lecteur vers la voie de transformation qu'il prône.

#### Publications de Georges Bastide
- De la condition humaine : Essais sur les conditions de l’accès à la vie de l’esprit, Alcan, coll. « Bibliothèque de philosophie contemporaine », 1939, 422 p. (présentation en ligne) (thèse de doctorat) -  Extraits sur Gallica
- Le moment historique de Socrate, Alcan, coll. « Bibliothèque de philosophie contemporaine », 1939, 320 p. (thèse complémentaire de doctorat)
- Les grands thèmes moraux de la civilisation occidentale, Bordas / Les éditions françaises nouvelles, 1945, 367 p. (présentation en ligne)
- Mirages et certitudes de la civilisation, Presses universitaires de France, coll. « Nouvelle recherche », 1953 (présentation en ligne)
- Méditations pour une éthique de la personne, Presses universitaires de France, 1953 (présentation en ligne)
- La conversion spirituelle, Presses universitaires de France, coll. « Initiation philosophique », 1955 (présentation en ligne) - Extraits sur Gallica
- Traité de l’action morale : Analytique de l'action morale tome=1, Presses universitaires de France, coll. « Logos », 1961 (présentation en ligne, lire en ligne)
- Traité de l’action morale : Dynamique de l'action morale, t. 2, Presses universitaires de France, coll. « Logos », 1961 (présentation en ligne, lire en ligne)
- Essai d’éthique fondamentale, Presses universitaires de France, 1971, 399 p. (présentation en ligne) (ouvrage posthume)

#### Études
- Marie-Thérèse Pradines et Jean-Paul Laffont (Introduction par Jean-Marc Gabaude), Georges Bastide : philosophe de la valeur, Toulouse, Privat, 1970 (présentation en ligne)
- (en) Thomas Koenig, The Philosophy of Georges Bastide : A study tracing the origins and development of a french value philosophy and a french personalism against the background of french idealism, La Hague, Martinus Nijhoff, 1971
- Hommage à Georges Bastide  (Les Études philosophique – n°2), Presses universitaires de France, avril-juin 1970
  - Jean Brun, « Georges Bastide : un sage », Les Études philosophique, no 2,‎ avril-juin 1970, p. 153-158 (JSTOR 20845742)
  - Pierre Aubenque, « La conversion socratique : A propos du « Socrate » de Georges Bastide », Les Études philosophique, no 2 « Hommage à Georges Bastide »,‎ avril-juin 1970, p. 159-166 (JSTOR 20845743)
  - Alain Guy, « Philosophie politique et axiologie : La promotion de la Société selon Georges Bastide », Les Études philosophique, no 2 « Hommage à Georges Bastide »,‎ avril-juin 1970, p. 167-177 (JSTOR 20845744)
  - Joseph Moreau, « La conversion spirituelle et le spinozisme », Les Études philosophique, no 2 « Hommage à Georges Bastide »,‎ avril-juin 1970, p. 179-190 (JSTOR 20845745)
  - Jacques Muglioni, « Quelques difficultés philosophiques d'un enseignement », Les Études philosophique, no 2 « Hommage à Georges Bastide »,‎ avril-juin 1970, p. 191-201 (JSTOR 20845746)
  - Jacques Muglioni, « Quelques difficultés philosophiques d'un enseignement », Les Études philosophique, no 2 « Hommage à Georges Bastide »,‎ avril-juin 1970, p. 191-201 (JSTOR 20845746)
  - Ch. Perelman, « Justice et raisonnement », Les Études philosophique, no 2 « Hommage à Georges Bastide »,‎ avril-juin 1970, p. 203-208 (JSTOR 20845747)
  - Claire Salomon-Bayet, « Pluralisme et philosophie : hommage à Georges Bastide », Les Études philosophique, no 2 « Hommage à Georges Bastide »,‎ avril-juin 1970, p. 209-215 (JSTOR 20845748)